# Пакшену
Па́кшену (латыш. Pakšēnu ezers; Па́кшенс, латыш. Pakšēns; Ва́лолас, латыш. Valolas ezers; устар. Пакшен, Пакшин, Пакшены) — мезотрофное озеро в Юмурдской волости Мадонского края Латвии. Относится к бассейну Даугавы.
Располагается юго-западнее Юмурды, в Верхнеогрском понижении Видземской возвышенности. Уровень уреза воды находится на высоте 173 м над уровнем моря. Озёрная котловина прямоугольной формы. Площадь водной поверхности — 41,6 га. Наибольшая глубина составляет 1,9 м (по другим данным — 2,5 м). Площадь водосборного бассейна — 72,4 км². На юге впадает Лубия из озера Стирнэзерс, на северо-востоке — Андрупите из озера Юмурдас. С северо-западной стороны вытекает река Валола, впадающая в Огре — правый приток Даугавы.